# Massaker am Turchino-Pass

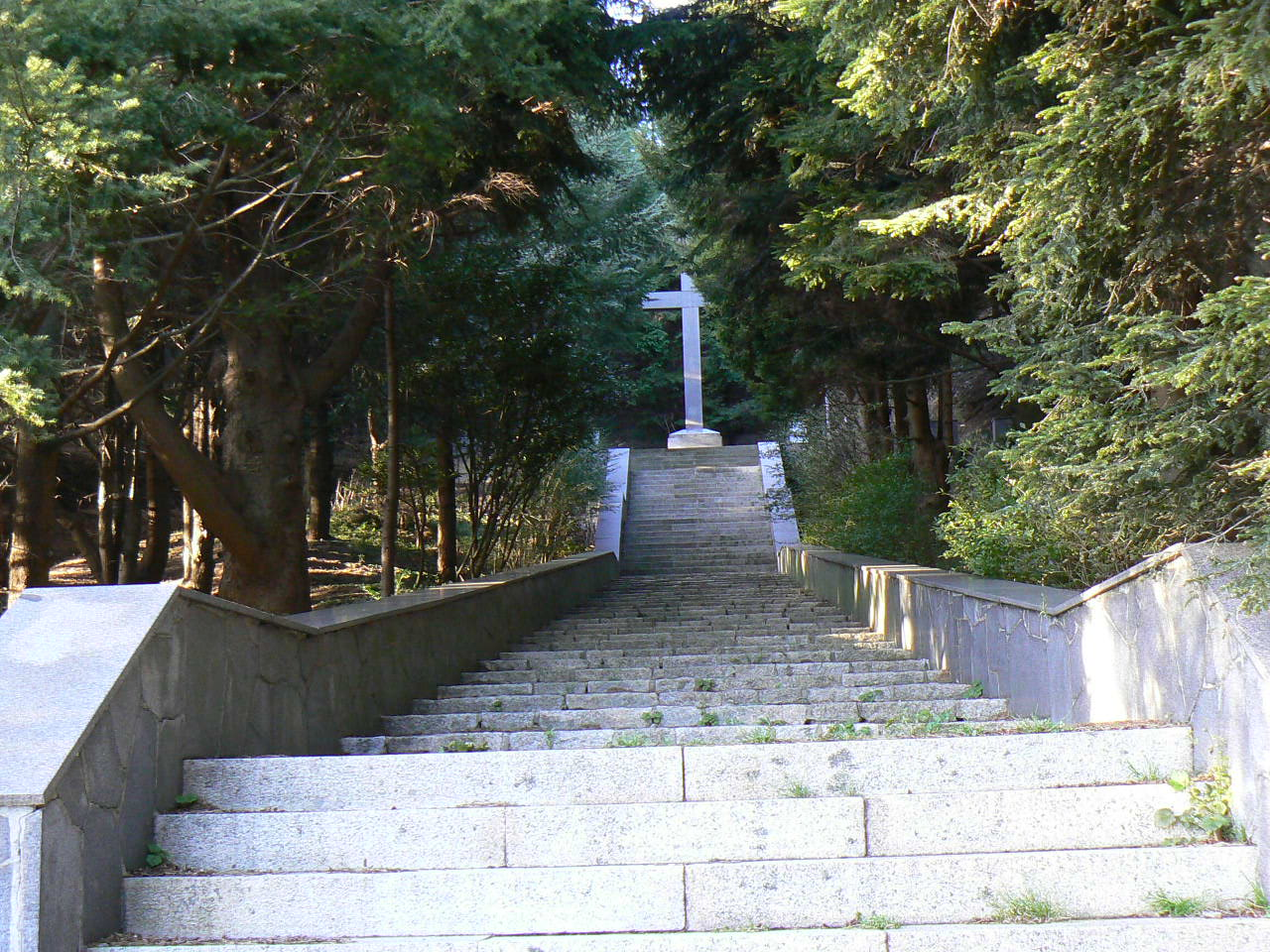
Das Mahnmal Martiri del Turchino

Das Massaker am Turchino-Pass bezeichnet die Massenerschießung von 59 politischen Häftlingen am 19. Mai 1944 durch Angehörige der deutschen Kriegsmarine in Italien. Die Erschießungen fanden auf Befehl des Chefs der Sicherheitspolizei und des SD Friedrich Engel in Genua an den Hängen des Monte Bric Busa in der Nähe des Turchino-Passes statt.

## Das Massaker
Das Massaker folgte wenige Tage nach einem Anschlag auf das Kino Odeon in Genua, das ausschließlich von deutschen Soldaten frequentiert wurde. Italienern war der Zugang strikt untersagt. Um 19 Uhr des 15. Mai 1944 verübte ein in Wehrmachtsuniform verkleideter Partisan ein Bombenattentat auf das Kino, bei dem vier deutsche Marinesoldaten sofort getötet und 16 weitere Soldaten verletzt wurden, von denen einer in den folgenden Tagen seinen schweren Verletzungen erlag, sowie möglicherweise auch ein weiterer deutscher Soldat.
Als Vergeltung für diesen Anschlag wurden am 19. Mai 59 politische Häftlinge – darunter 17 seit April 1944 inhaftierte Partisanen – aus dem Gefängnis in Marassi (Genua) ausgesondert und mit Lastwagen zum Turchino-Pass gebracht, wo sie anschließend am Südhang des Bric Busa erschossen wurden. Nach der deutschen Auslegung des Kriegsvölkerrechts sollten tödliche Partisanenangriffe durch Geiselerschießung mit einer Repressalquote von 10:1 zur Vergeltung ausgeführt werden. Zur Erschießung mussten die Gefangenen zu je sechs Personen auf ein Brett steigen, welches über eine tags zuvor von Juden ausgehobene Grube gelegt worden war. Dadurch hatte jeder Gefangene, bevor er erschossen wurde, die Leichen seiner Kameraden vor Augen.
Unter den 59 Opfern befanden sich auch 17 Männer, die das einen Monat zuvor verübte Massaker von Benedicta überlebt hatten.
Für das Massaker am Turchino-Pass und für die Massaker von Benedicta, Portofino und Cravasco, bei denen insgesamt 246 Menschen getötet wurden, wurde der befehlshabende SS-Polizeichef von Genua, Friedrich Engel, der international auch als der Schlächter von Genua bekannt ist, 1999 vom Militärtribunal von Turin zu lebenslanger Haft verurteilt. Deutschland lehnte jedoch eine Auslieferung nach Italien ab. 2002 wurde Engel im Alter von 93 Jahren in Hamburg wegen Mordes zu einer siebenjährigen Haftstrafe verurteilt, weil die Durchführung der an sich zulässigen Erschießungsaktion grausam gewesen sei. 2004 hob der BGH dieses Urteil auf Engels Revision hin allerdings mit der Begründung auf, die subjektiven Voraussetzungen des Mordmerkmals der Grausamkeit seien nicht ausreichend bewiesen. Zugleich stellte der Bundesgerichtshof das Verfahren wegen des hohen Alters des Angeklagten ein. Friedrich Engel gilt somit nach deutschem Recht als unbestraft. Er starb 2006 im Alter von 97 Jahren.
Am Ort des Massakers, an der Strada Provinciale SP73, in der Nähe des Passo del Faiallo, wurde ein Mahnmal errichtet. Es trägt den Namen Sacrario dei Martiri del Turchino (zu deutsch: Kriegsdenkmal der Märtyrer von Turchino).

## Liste der Opfer
Zehn Tote konnten nie identifiziert werden. Die Namen der zumeist sehr jungen Opfer sind die folgenden. Angegeben ist ebenfalls die eventuelle Zugehörigkeit zu Partisanenverbänden.

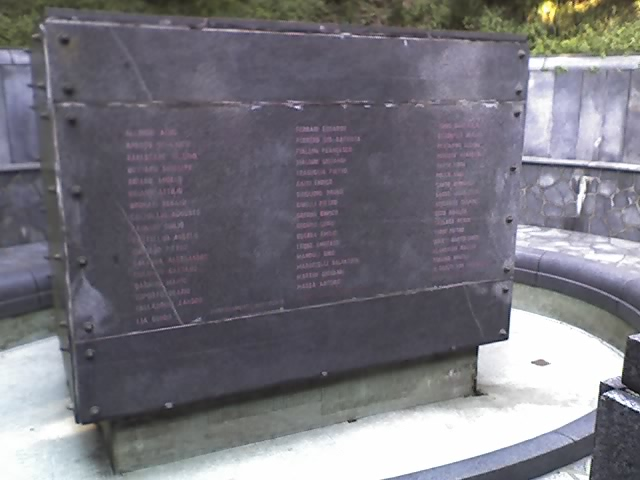
Der Gedenkstein mit den Namen der Opfer

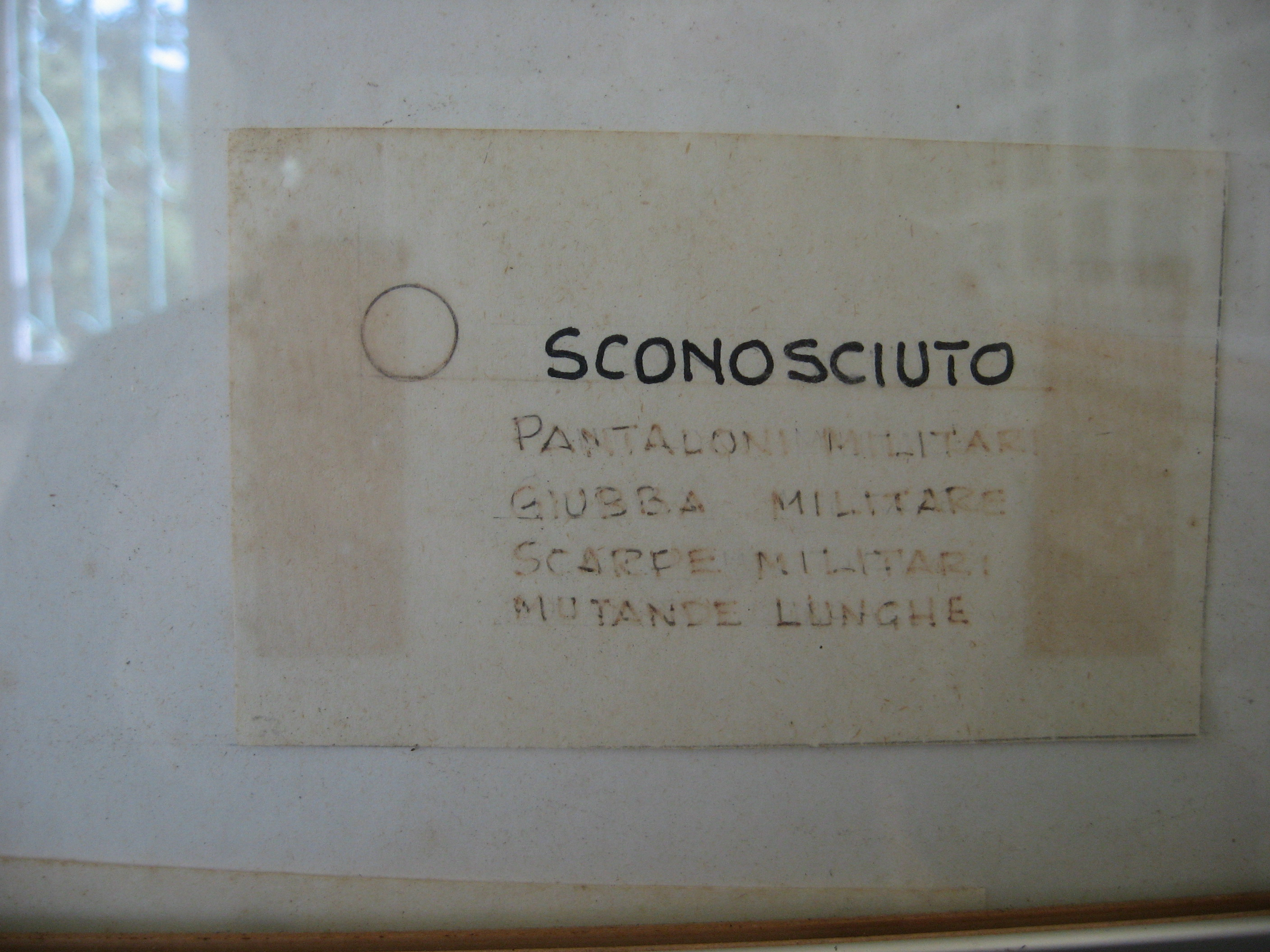
Die Identifikationskarte eines unbekannten Opfers. Als Merkmal ist angegeben: Militärhose, Militärrock, Militärstiefel, lange Unterhose

1. Aldo Matteo Alloisio (* 2. Oktober 1921), III Brigata Liguria
2. Domenico Arecco (* 23. August 1913), Brigata Autonoma Militare
3. Valerio Bavassano (* 14. Januar 1923), III Brigata Liguria
4. Giuseppe Bottaro (* 24. März 1905), Brigata V.A.I. „Giovine Italia“
5. Angelo Briano (* 21. April 1922), Div. „Gin Bevilacqua“, Brig. „Crosetti“ (Savona)
6. Attilio Briano (* 8. Mai 1923), Div. „Gin Bevilacqua“, Brig. „Crosetti“ (Savona)
7. Renato Brunati (* 8. Februar 1903), II Div. „Felice Cascione“, V Brig. „Nuvolini“ (Imperia)
8. Augusto Calzolari (* 28. September 1924), Div. Gramsci (La Spezia)
9. Giulio Cannoni (* 15. Dezember 1920), III Brigata Liguria
10. Angelo Castellini (* 11. November 1924), Brigata Autonoma Muccini (La Spezia)
11. Pietro Cavallo (* 14. September 1924), III Brigata Liguria
12. Alessandro Cavanna (* 24. Februar 1922), C.L.N. S. Margherita Ligure e Brig. V.A.I. „Giovine Italia“
13. Gaetano Colombo (* 4. Juli 1900), Div. Gramsci, Brig. Colombo (Savona)
14. Mario Dagnino (* 19. März 1925), III Brigata Liguria
15. Orazio Esposto (* 22. April 1896), Comando IV Zona Operativa
16. Sandro Fallabrino (* 5. Juli 1925), Brigata S.A.P. Longhi (Genua)
17. Edoardo Ferrari (* 4. April 1922), Zugehörigkeit unbekannt
18. Ferrero Gio Battista (* 3. September 1924), Zugehörigkeit unbekannt
19. Francesco Fialdini (* 2. Mai 1924), III Brigata Liguria
20. Giovanni Fialdini (* 2. Mai 1924), III Brigata Liguria
21. Pietro Fraguglia (* 24. Februar 1924), III Brigata Liguria
22. Enrico Gaiti (* 23. Juni 1920), III Brigata Liguria
23. Bruno Ghiglione (* 18. Oktober 1924), Brigata Autonoma Militare
24. Pietro Gibelli (* 4. Mai 1924),Zugehörigkeit unbekannt
25. Enrico Grenno (* 25. August 1925), Zivilist
26. Luigi Grenno (* 11. November 1920), Zivilist
27. Emilio Guerra (* 19. November 1905), III Brigata Liguria
28. Guido Lia (* 4. Oktober 1908), Zugehörigkeit unbekannt
29. Onorato Leone (* 30. April 1919), Zugehörigkeit unbekannt
30. Rino Mandoli (* 13. Dezember 1912), III Brigata Liguria
31. Umberto Mantellato (* 29. März 1907), III Brigata Liguria
32. Salvatore Marozzelli (* 7. Januar 1904), Zivilist
33. Giovanni Martini (* 22. Februar 1918), III Brigata Liguria
34. Antonio Massa (* 6. Oktober 1924), III Brigata Liguria
35. Giancarlo Odino (* 9. August 1894), Brigata Autonoma Militare
36. Ubaldo Ottonello (* 2. Februar 1922), III Brigata Liguria
37. Isidoro Pastorino (* 20. September 1920), Brigata Autonoma Militare
38. Francesco Podestà (* 16. April 1923), Brigata Autonoma Militare
39. Luigi Ratto (* 15. Juni 1904), Div. Cichero, Brig. Balilla
40. Luigi Rocca (* 30. August 1905), C.L.N. S. Margherita Ligure
41. Domenico Santo (* 28. April 1902), Zivilist
42. Angioletto Sasso (* 10. Februar 1922), II Div. „Felice Cascione“, IV Brig. „E. Guarrini“ (Imperia)
43. Cesare Scolesite (* 11. November 1925), III Brigata Liguria
44. Rinaldo Sozo (* 15. Oktober 1922), Zugehörigkeit unbekannt
45. Renzo Tassara (* 23. März 1925), III Div. Alpi, Brig. Valle Pesio
46. Pietro Turni (* 18. Januar 1905), Zugehörigkeit unbekannt
47. Bartolomeo Uberti (* 5. August 1907), Zugehörigkeit unbekannt
48. Walter Ulanowski (* 6. Juli 1923), III Brigata Liguria
49. Angelo Verdino (* 2. August 1907), Zivilist